# 654 (szám)
A 654 (római számmal: DCLIV) egy természetes szám, szfenikus szám, a 2, a 3 és a 109 szorzata.

## A szám a matematikában
A tízes számrendszerbeli 654-es a kettes számrendszerben 1010001110, a nyolcas számrendszerben 1216, a tizenhatos számrendszerben 28E alakban írható fel.
A 654 páros szám, összetett szám, azon belül szfenikus szám, kanonikus alakban a 21 · 31 · 1091 szorzattal, normálalakban a 6,54 · 102 szorzattal írható fel. Nyolc osztója van a természetes számok halmazán, ezek növekvő sorrendben: 1, 2, 3, 6, 109, 218, 327 és 654.
A 654 négyzete 427 716, köbe 279 726 264, négyzetgyöke 25,57342, köbgyöke 8,68012, reciproka 0,0015291. A 654 egység sugarú kör kerülete 4109,20319 egység, területe 1 343 709,443 területegység; a 654 egység sugarú gömb térfogata 1 171 714 634,7 térfogategység.